# Sfingozină
Sfingozina (2-amino-4-trans-octadecen-1,3-diol) este un compus organic format dintr-o catenă nesaturată, de tip diol și amină primară, fiind un constituent al sfingolipidelor (de exemplu, în ceramide).

## Biosinteză
Sfingozina este biosintetizată din palmitoil-CoA și serină, în urma unui proces de condensare care formează dehidrosfingozină. Aceasta este redusă de NADPH la dihidrosfingozină (sphinganină), care este oxidată de FAD la sfingozină: